# 普明寺 (鹿島市)

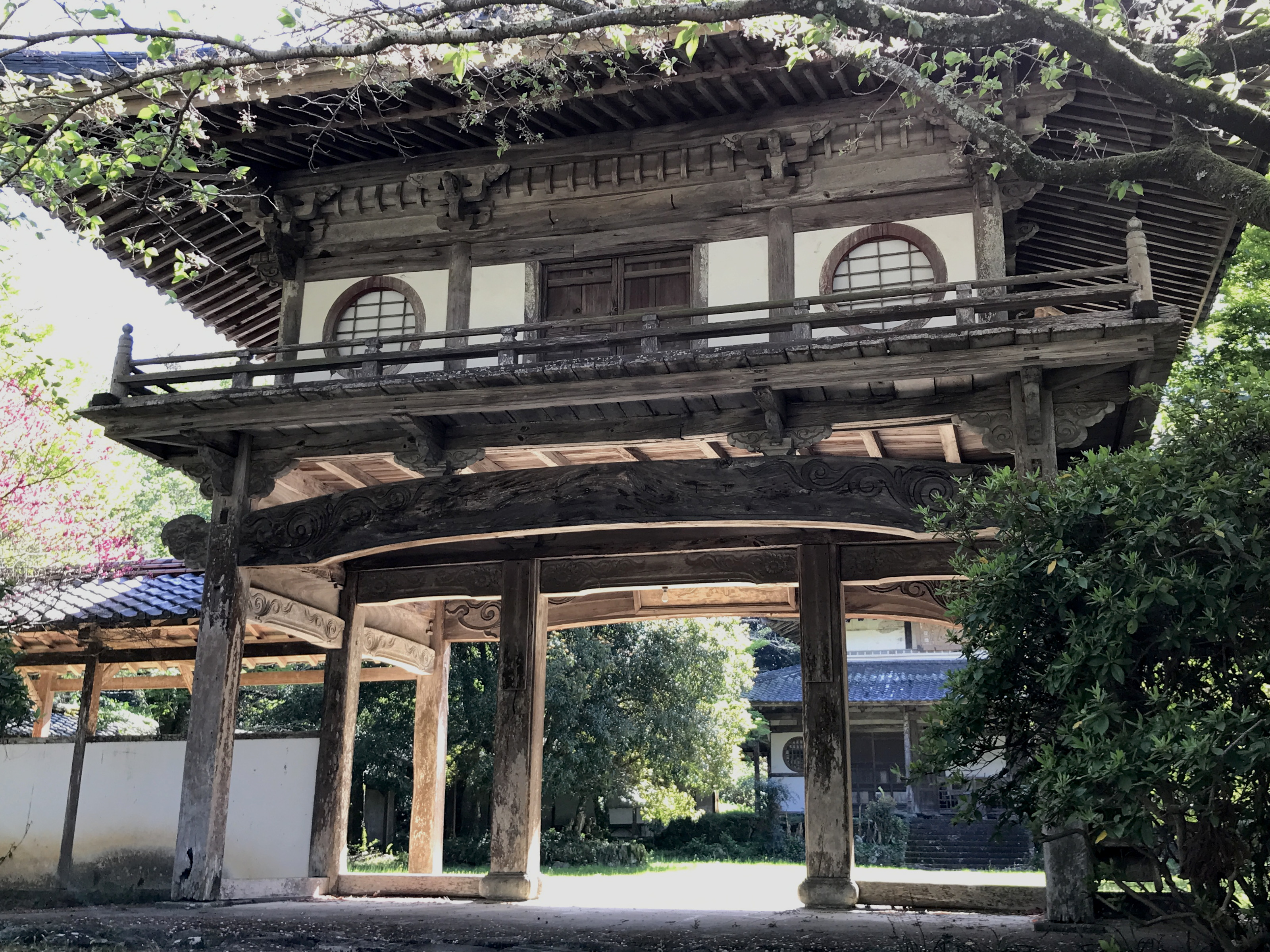
黄檗宗様式の楼門

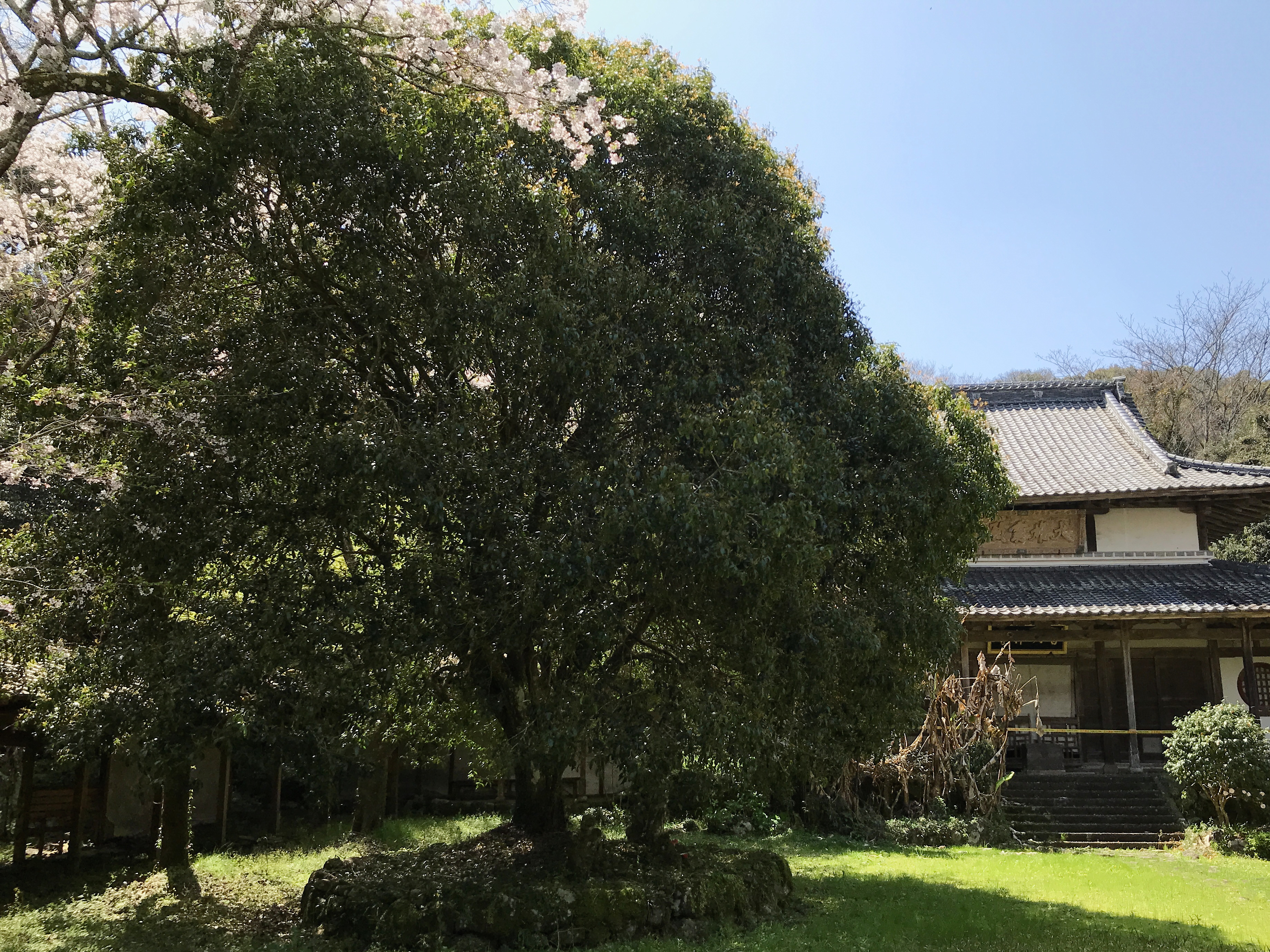
二代目のキンモクセイ

普明寺（ふみょうじ）は、佐賀県鹿島市にある黄檗宗の寺院。山号は円福山。本尊は釈迦三尊。

## 歴史・特徴
この寺は、延宝5年（1677年）肥前国佐賀藩（肥前藩）の支藩である鹿島藩の藩主鍋島直朝の長男の断橋（鍋島直孝）の開基により、桂厳明幢が開山となり創建された寺で、以後鹿島藩主の菩提寺となった。
断橋が住居としていた土地約1万坪を寺域とし、5年かけて京都萬福寺に倣った黄檗宗様式の寺が造営された。入口には2つで1対の竜眼の池があり、参道は竜の首のように鍵型に曲がる。楼門をくぐった先は回廊に囲まれた中庭で、正面奥に本堂を構えている。ほかに仏堂、禅堂、方丈、鐘楼など計17の建物が伽藍を構成する。歴代鹿島藩主の墓域は本堂のさらに奥に設けられている。なお山号の円福山は、以前この地にあったという円福寺から採られている。
南方の山の原生に近い二次林は境内付近まで連続しており、豊かな動植物相を持つ観察適地となっている。佐賀県が調査を行う「佐賀県名木・古木」に登録されている巨樹や古木も複数あり、列挙すると樹高21 mのイチイガシ、推定樹齢400年の楠、樹高28 mのシイ、樹高31 mの杉、樹高25 m超のムクノキ2株がある。

## 文化財

### 県指定文化財
- 銅造菩薩形坐像（1985年3月20日指定、佐賀県立博物館に管理寄託[4]）高さ65.8 cmの菩薩坐像。高麗時代のものとみられ、土型を用いているがきめ細かな造形を持つ[5][2]。

### 市指定史跡
- 普明寺とその寺域[1]

### その他
- 「普明寺のキンモクセイ」（1927年4月8日に「普明寺の金木犀」として国の天然記念物に指定、1986年12月1日解除[6][7]） - 本堂前の庭の一角にあった樹高約15 m・枝張り約18 m・根回り3.5 mの巨木。元禄年間に桂巌が手植えしたとの伝承があり、9月から10月になると花の芳香が遠くまで漂っていた[8][9]。1985年8月31日に台風（13号・12号）により倒れ、現在はその子木がある。その数年前の台風で根元に割れが生じていて補強されていたものの、この時根本から折れてしまった。一部は標本として鹿島市民俗資料館に展示されている[10][11]。なお、鹿島市の市の木は現在もキンモクセイとなっている[12]。

## 所在地
佐賀県鹿島市大字古枝字久保山